# 大谷・定古墳群

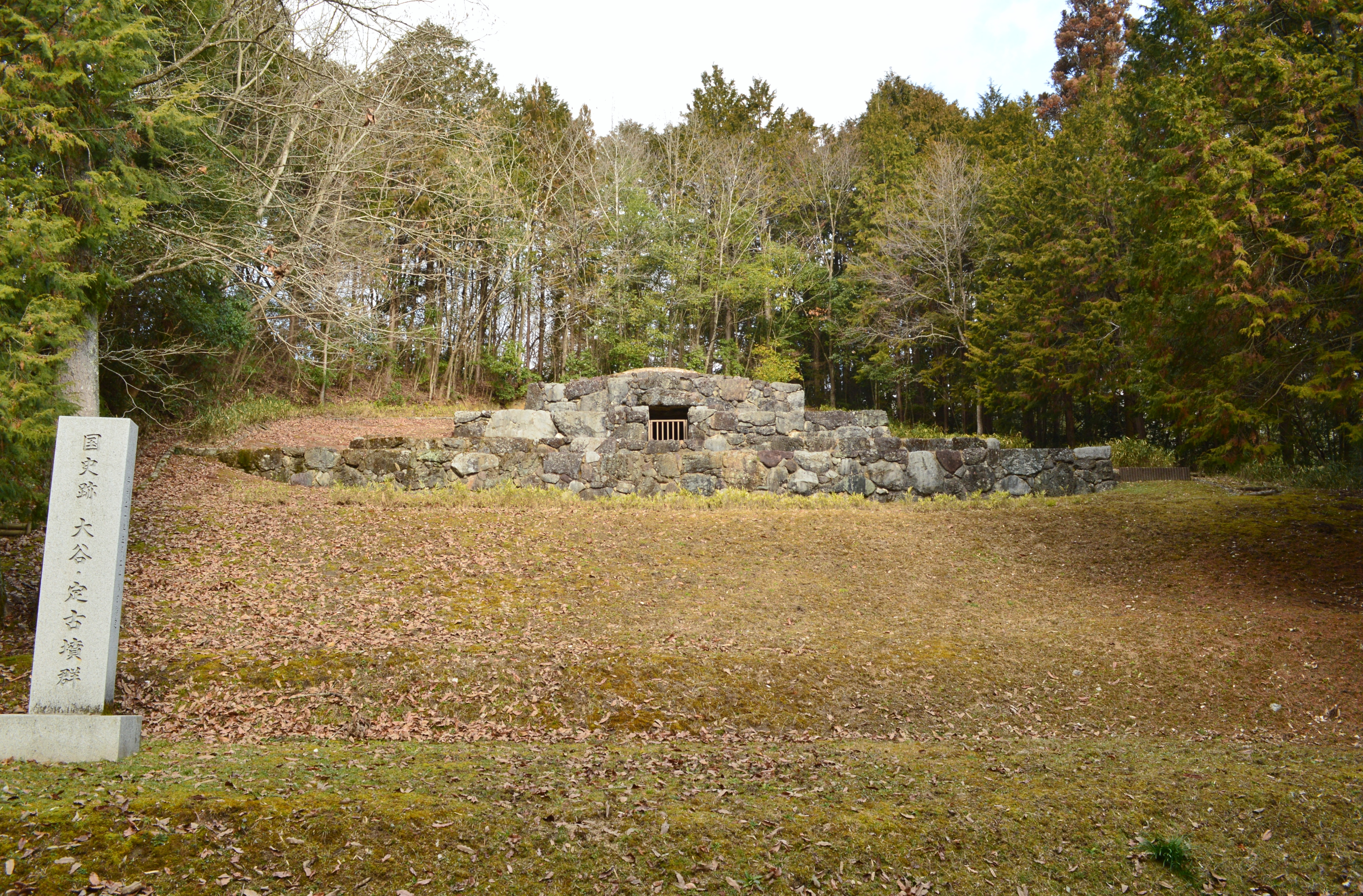
大谷1号墳

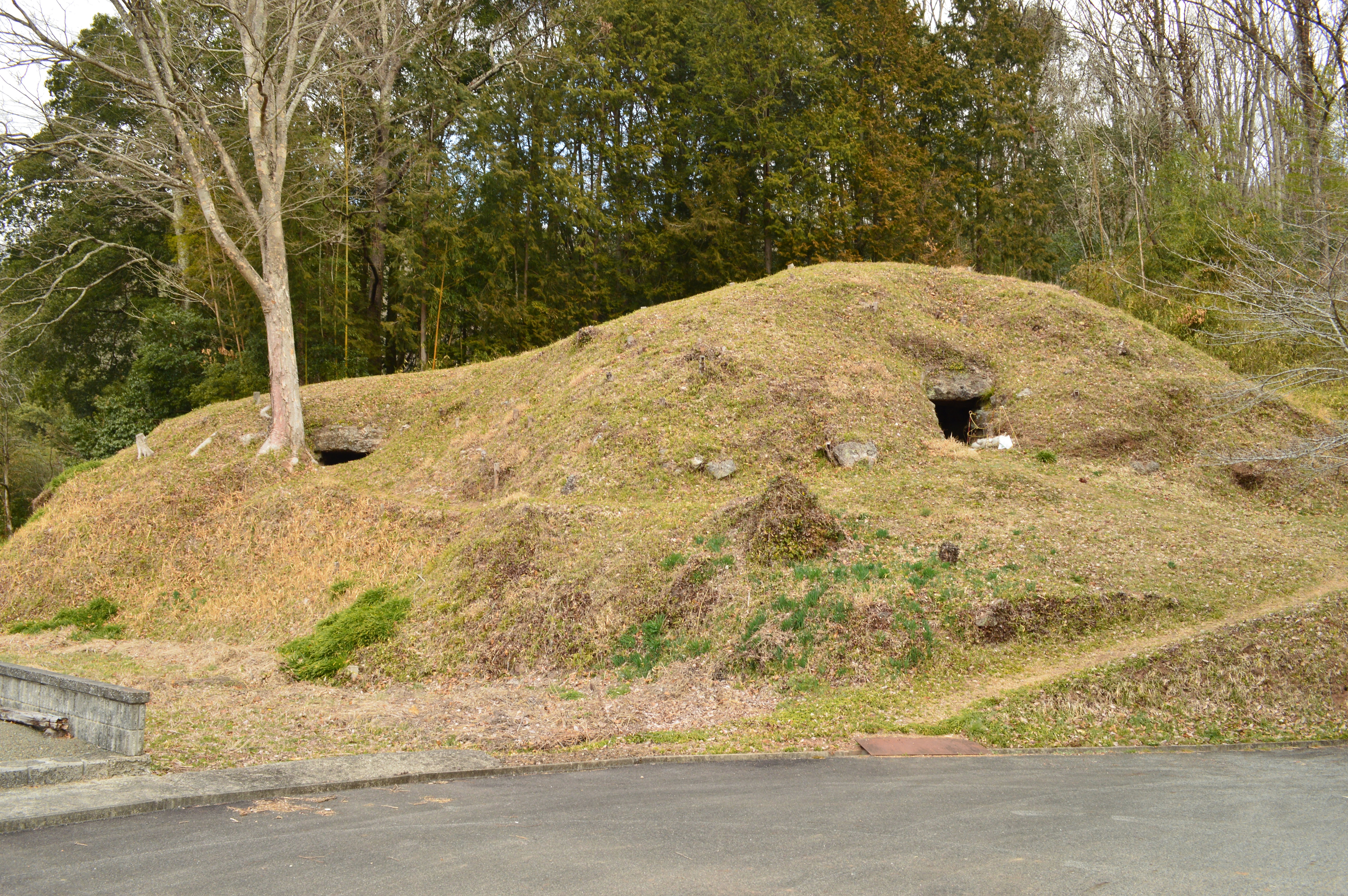
定西塚古墳（左）・定東塚古墳（右）

大谷・定古墳群（おおや・さだこふんぐん）は、岡山県真庭市上中津井にある古墳群。6基が国の史跡に指定され、大谷1号墳出土の金銅装環頭大刀が岡山県指定重要文化財に指定されている。

## 概要
| 古墳名            | 形状       | 築造時期          | 史跡指定       |
| ----------------- | ---------- | ----------------- | -------------- |
| 荒木山東塚古墳    | 前方後方墳 | 3世紀末-4世紀     | 真庭市指定史跡 |
| 荒木山西塚古墳    | 前方後円墳 | 3世紀末-4世紀     | 真庭市指定史跡 |
| 立1号墳           | 前方後円墳 | 5世紀代           |                |
| 下村古墳          | 円墳       | 6世紀代           | 真庭市指定史跡 |
| 定東塚古墳        | 方墳       | 7世紀前半         | 国の史跡       |
| 定西塚古墳        | 方墳       | 7世紀前半         | 国の史跡       |
| 定北古墳          | 方墳       | 7世紀中葉         | 国の史跡       |
| 大谷1号墳 定5号墳 | 方墳       | 7世紀後半         | 国の史跡       |
| 定4号墳           | 方墳       | 7世紀末-8世紀初頭 | 国の史跡       |

岡山県北部、吉備高原に囲まれた盆地を流れる中津井川の流域に営造された古墳群である。方墳6基を主として構成される。いずれもこれまでに発掘調査が実施されている。
6基はいずれも石垣状の外護列石を伴う段構造（ピラミッド構造）の方墳であることを共通点とし、特に定東塚・定西塚・定北・大谷1号の4基は相当規模の古墳になる。定東塚・定西塚古墳は隣接した方墳で（かつては一体の前方後円墳と見なされた）、各々一辺15-25メートル程度で埋葬施設を右片袖式横穴式石室とする。また定北古墳は一辺25メートル程度の方墳で埋葬施設を両袖式横穴式石室とし、大谷1号墳は前面方形壇まで含めると5段築成の概観を呈する方墳で埋葬施設を切石の両袖式横穴式石室とする。いずれも石室内には陶棺・木棺が据えられ、環頭大刀（大谷1号墳）・金製品（定東塚）・朝鮮半島の鏟（サルボ）様の斧状鉄製品（定東塚・定北・大谷1号）など広域への影響力を反映する豊かな副葬品が検出されている。その他の定4号墳・定5号墳は小規模な方墳になる。
この大谷・定古墳群は、古墳時代終末期の7世紀前半（定東塚・定西塚）→7世紀中葉（定北）→7世紀後半（大谷1号・定5号）→7世紀末-8世紀初頭（定4号）頃の営造と推定される。7世紀代の古墳が特定の地域に集中する様は西日本では極めて珍しい事例であるうえ、特に定東塚・定西塚・定北・大谷1号の4基は古墳時代終末期の吉備地方を代表する首長墓になる。古墳時代後期（6世紀代）までの大型首長墓は吉備地方南部において営まれるが、その吉備南部勢力に対する吉備北部勢力の拠点の1つとして交通の要衝・鉄資源の豊富な北房地域が畿内ヤマト王権と結びつきを強めたことを示しており、吉備地方全体が関わる変動を示唆する古墳群になる。いずれも被葬者は明らかでないが、特に大谷1号墳については吉備大宰の石川王とする説が挙げられている。また付近では英賀廃寺跡や小殿遺跡（英賀郡衙推定地）が所在し、本古墳群との関連性が指摘される。
大谷1号・定東塚・定西塚・定北・定4号・定5号の6基の古墳域は2008年（平成20年）に国の史跡に指定されている。

## 遺跡歴
- 大谷1号墳
  - 1988年（昭和63年）、町史編纂に伴う発掘調査（北房町教育委員会、1989年に報告書刊行）[4]。
  - 1989年（平成元年）、岡山県指定史跡に指定[4]。
  - 1991年（平成3年）4月5日、出土金銅装環頭大刀が岡山県指定重要文化財に指定[5]。
  - 1992-1994年（平成4-6年）、史跡整備に伴う発掘調査（北房町教育委員会、1995年に報告書刊行）[4]。
- 定古墳群
  - 1990-1993年（平成2-5年）、定北古墳の発掘調査（岡山大学考古学研究室、1995年に報告書刊行）。
  - 1994-1997年（平成6-9年）、定東塚・西塚古墳の発掘調査（岡山大学考古学研究室、2001年に報告書刊行）。
  - 2006年（平成18年）、定4・5号墳の発掘調査（真庭市教育委員会、2007年に報告書刊行）。
- 2008年（平成20年）3月28日、大谷・定古墳群が国の史跡に指定[2]。

## 一覧
| 地区 | 古墳名     | 形状 | 規模                 | 埋葬施設           | 棺                | 築造時期  | 備考                               |
| ---- | ---------- | ---- | -------------------- | ------------------ | ----------------- | --------- | ---------------------------------- |
| 定   | 定東塚古墳 | 方墳 | 一辺18-25m           | 右片袖式横穴式石室 | 土師質陶棺4・木棺 | 7世紀前半 |                                    |
| 定   | 定西塚古墳 | 方墳 | 一辺14-16m           | 右片袖式横穴式石室 | 土師質陶棺6・木棺 | 7世紀前半 |                                    |
| 定   | 定北古墳   | 方墳 | 一辺21-25.3m         | 両袖式横穴式石室   | 土師質陶棺4・木棺 | 7世紀中葉 |                                    |
| 大谷 | 大谷1号墳  | 方墳 | 一辺9.8-13.1m（22m） | 両袖式横穴式石室   | 須恵質陶棺1・木棺 | 7世紀後半 | 出土環頭大刀は岡山県指定重要文化財 |

### 定東塚古墳
定東塚古墳（さだひがしづかこふん）は、真庭市上中津井定にある古墳。形状は方墳。1994-1997年（平成6-9年）に発掘調査が実施されている。
中津井川東岸に張り出した丘陵の南裾部、定西塚古墳の東側に隣接して築造された古墳である。かつては定西塚古墳と合わせて前方後円墳の「定古墳」と想定されていたが、現在は方墳2基であることが判明している。墳形は方形で、南北25メートル・東西18メートル・高さ6メートルを測る。墳丘周囲には2段の外護列石が巡らされる。
埋葬施設は右片袖式横穴式石室で、南方向に開口する。石室の規模は次の通り。
- 石室全長：11.6メートル
- 玄室：長さ5.5メートル、幅2.6メートル

石室は2-3段積み。玄室内には土師質陶棺4基ママ（亀甲形2・切妻家形2・四注式家形1）・釘付木棺が据えられる。発掘調査では、石室内から装身具（耳環・小玉・金糸・歩揺）・武器（大刀・鏃・鉾・両頭金具）・馬具（轡・業容・鞖・辻金具）・農工具（鋤先・刀子）・斧状鉄製品・鏟・須恵器（坏・蓋・高坏・𤭯・提瓶・平瓶・壺・甕）・土師器（坏・高坏）などが検出されている。
築造時期は古墳時代終末期の7世紀前半頃と推定される。一連の古墳群のうちでは最古の築造に位置づけられる。

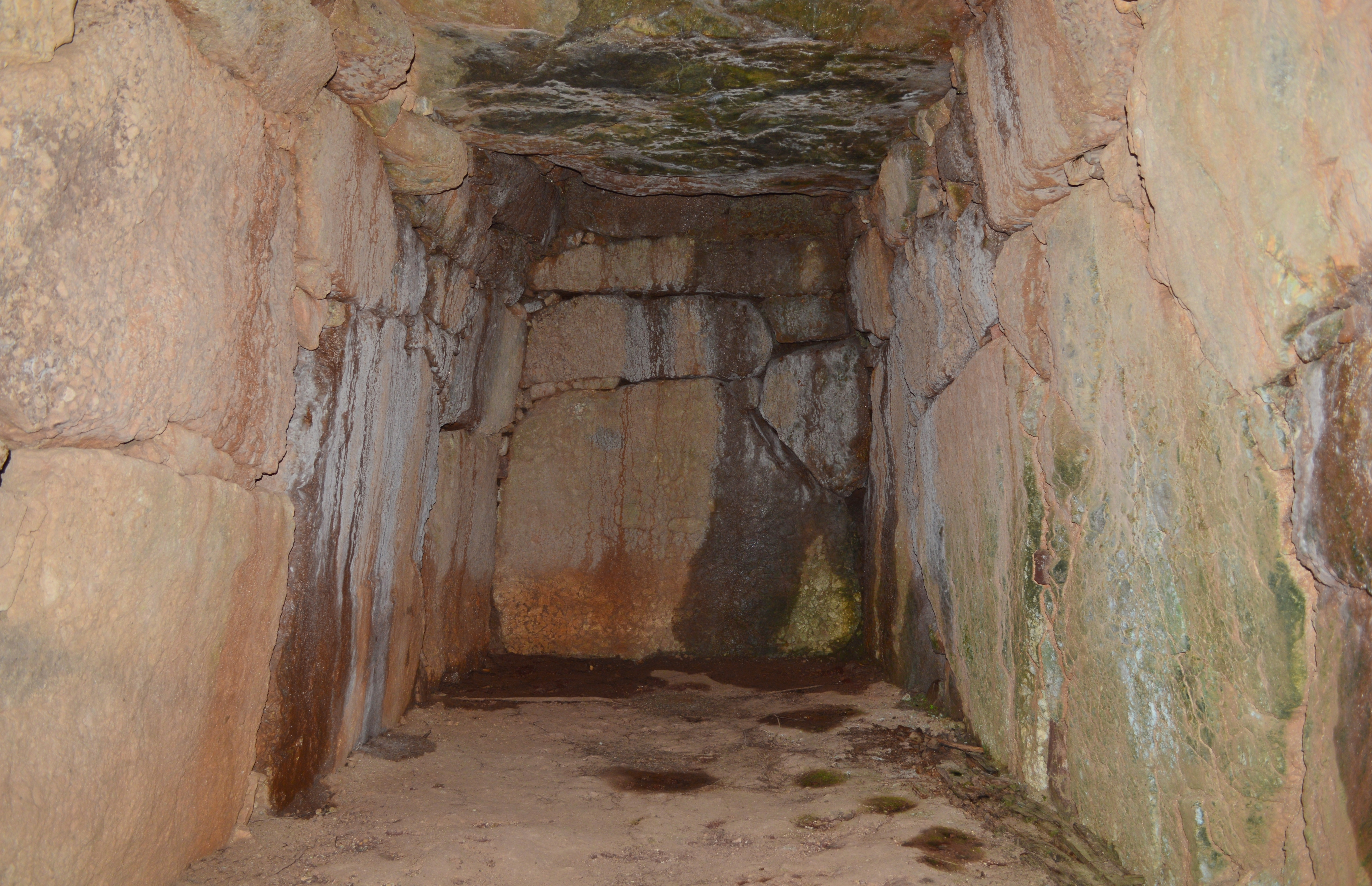
玄室（奥壁方向）
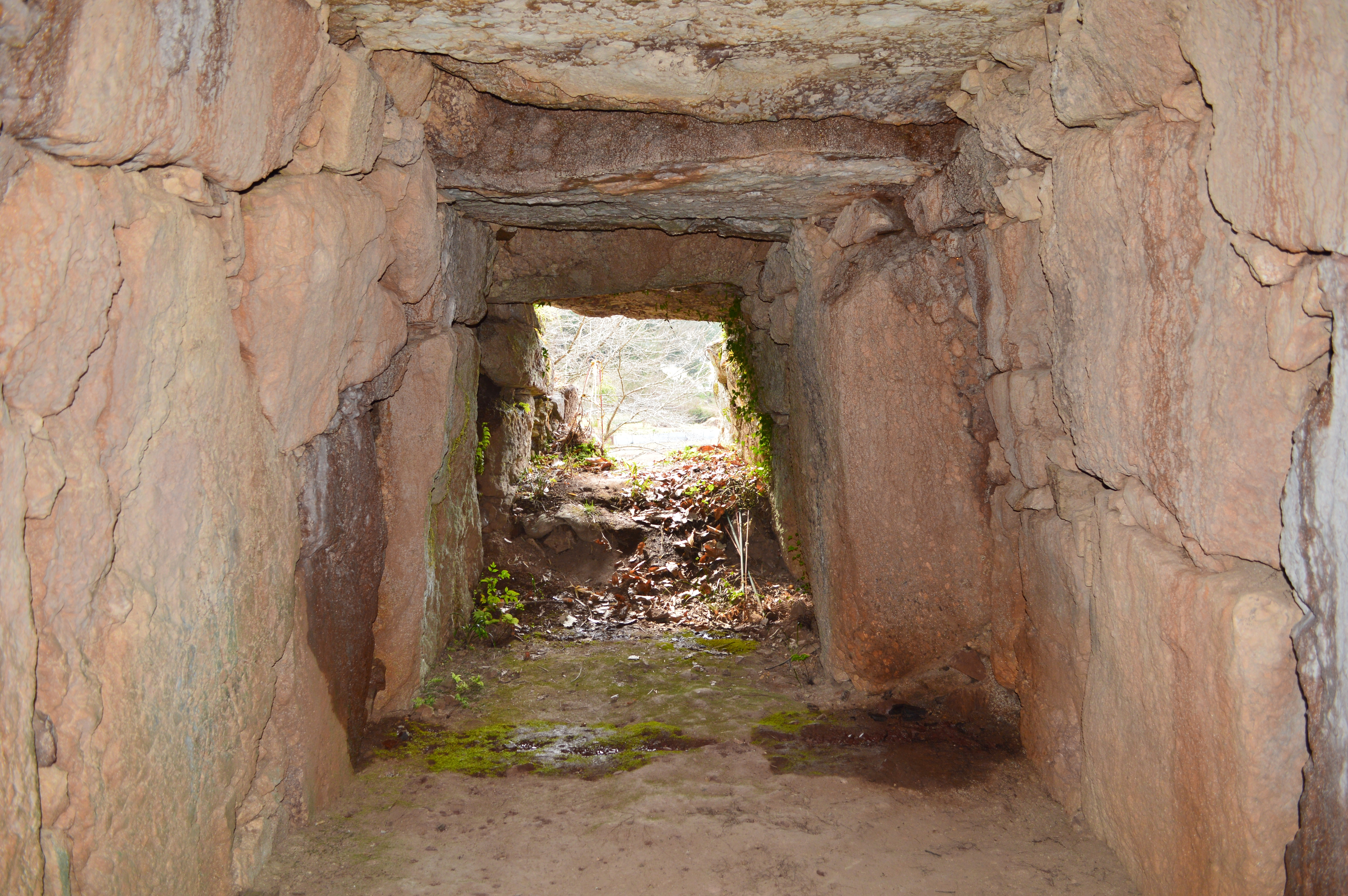
玄室（羨道方向）
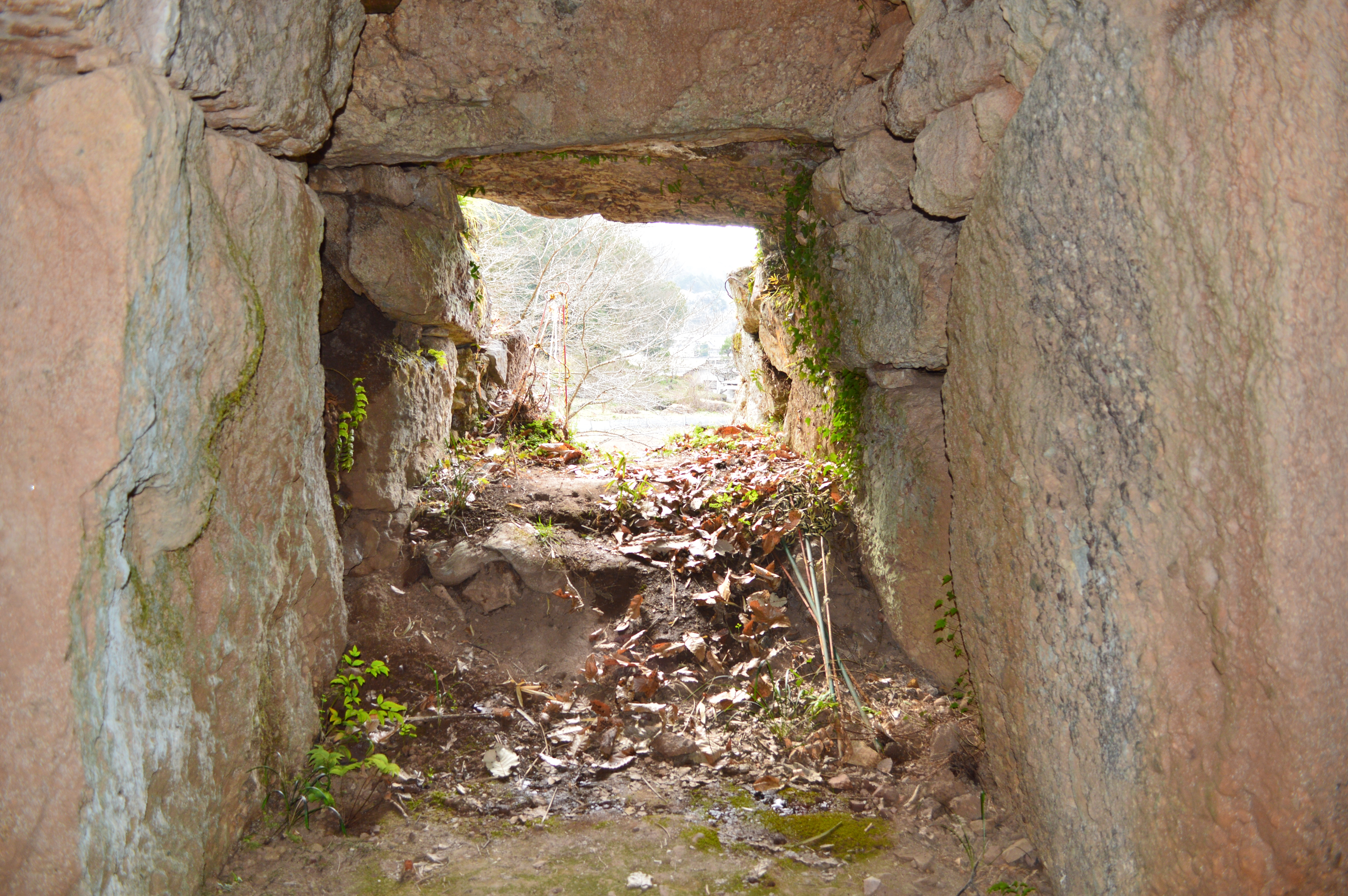
羨道（開口部方向）
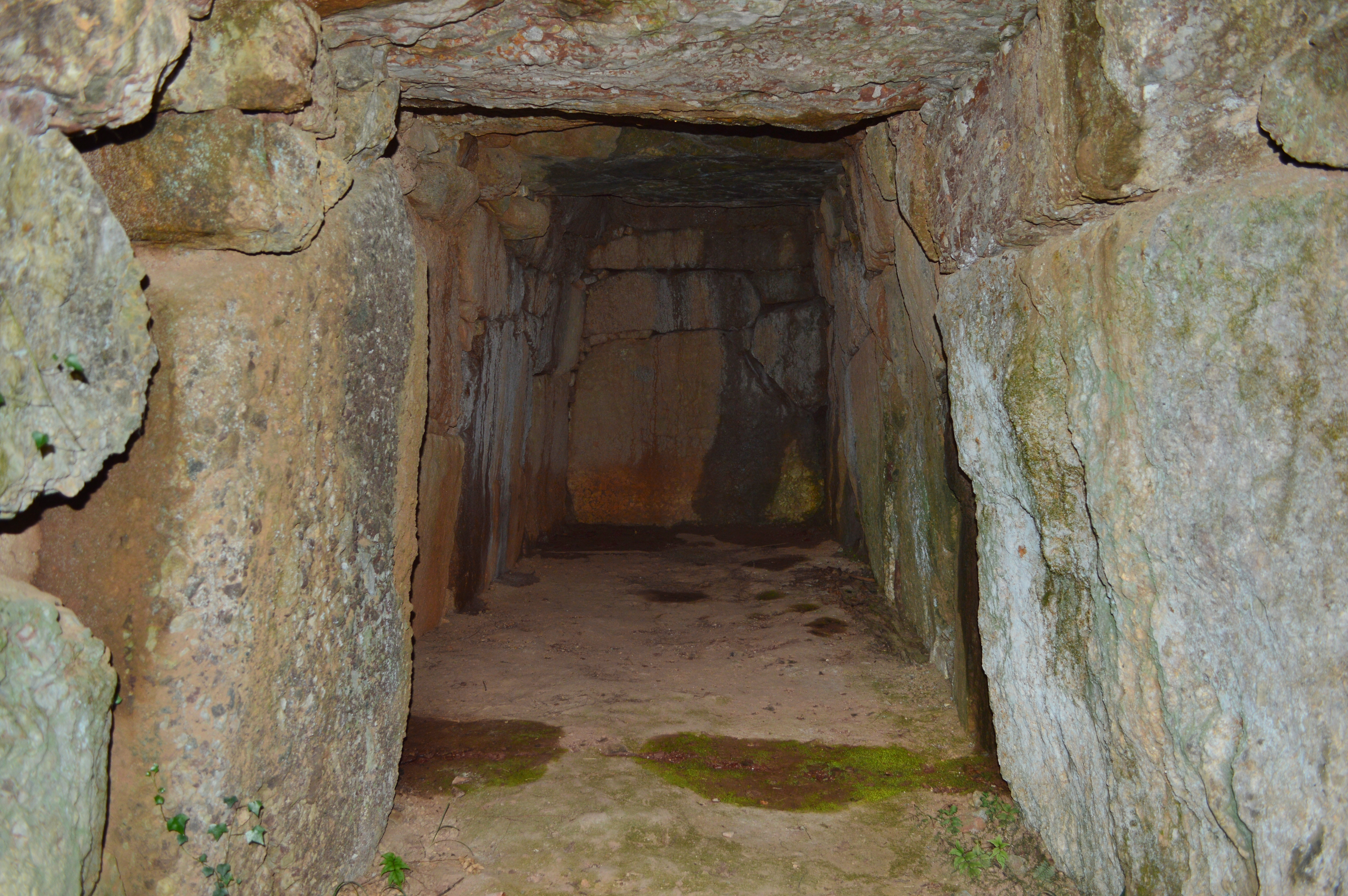
羨道（玄室方向）
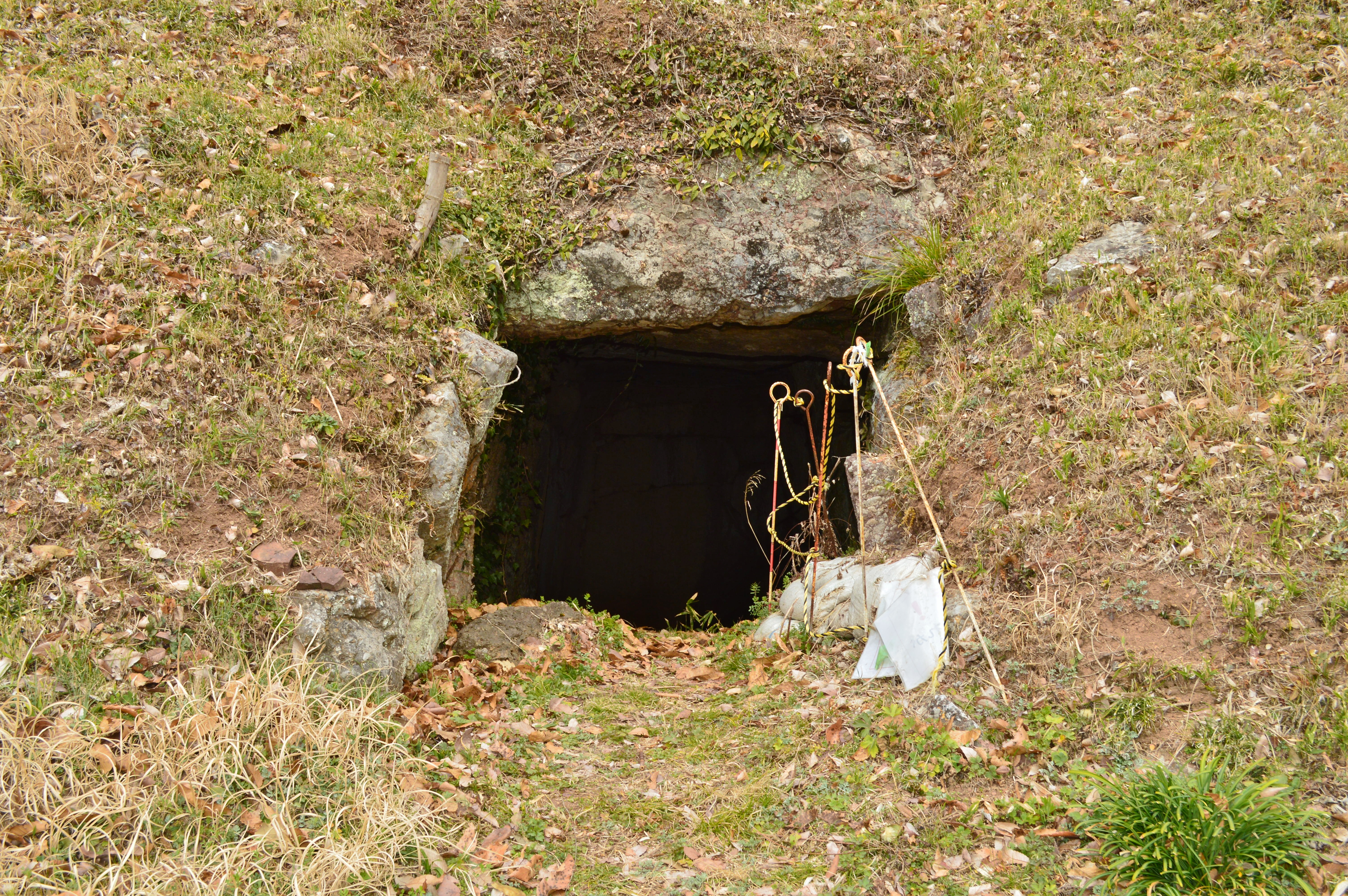
開口部

### 定西塚古墳
定西塚古墳（さだにしづかこふん）は、真庭市上中津井定にある古墳。形状は方墳。1994-1997年（平成6-9年）に発掘調査が実施されている。
中津井川東岸に張り出した丘陵の南裾部、定東塚古墳の西側に隣接して築造された古墳である。墳形は方形で、南北16メートル・東西14メートル・高さ4.5メートルを測る。墳丘周囲には2段の外護列石が巡らされる。
埋葬施設は右片袖式横穴式石室で、南方向に開口する。石室の規模は次の通り。
- 石室全長：10.7メートル
- 玄室：長さ5メートル、幅2.2メートル

玄室内には土師質陶棺6基（亀甲形2・切妻家形4）・釘付木棺が据えられる。発掘調査では、石室内から武器（方頭大刀・鏃・刀子・両頭金具）・馬具（轡）・須恵器（坏・蓋・高坏・𤭯・長頸壺・甕）・土師器（坏）などが検出されている。
築造時期は古墳時代終末期の7世紀前半頃と推定され、定東塚古墳に後続すると見られる。

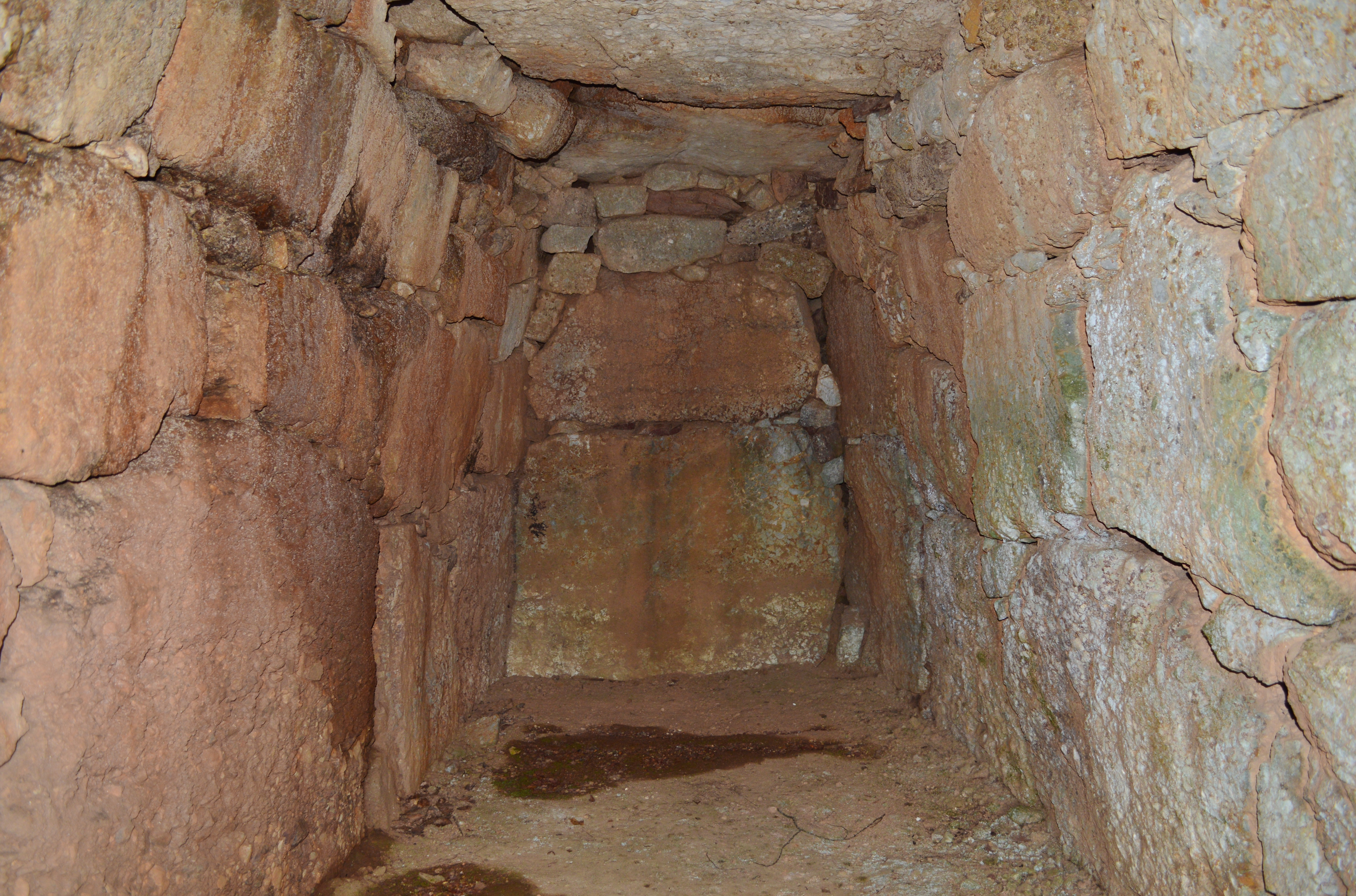
玄室（奥壁方向）
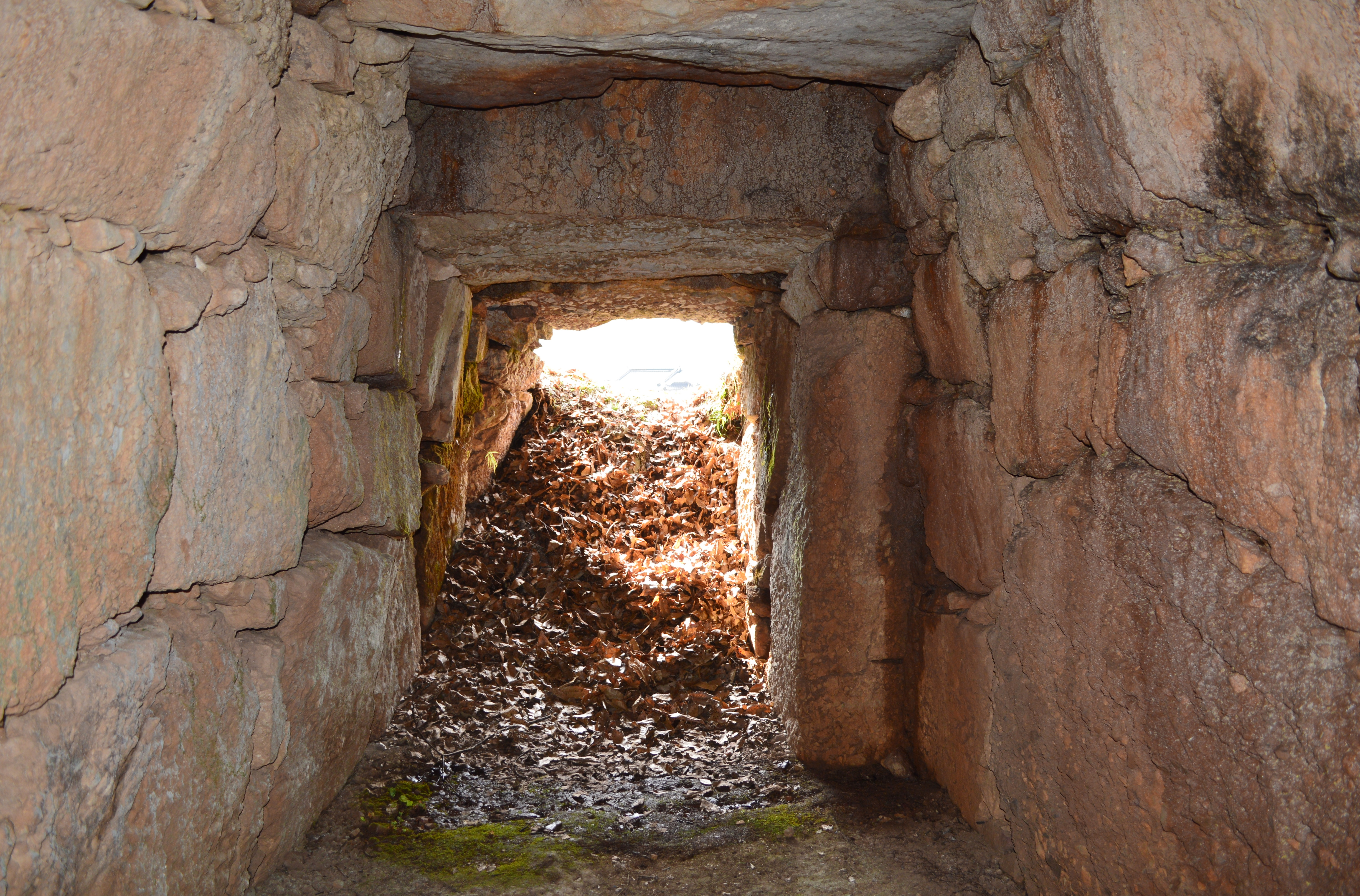
玄室（羨道方向）
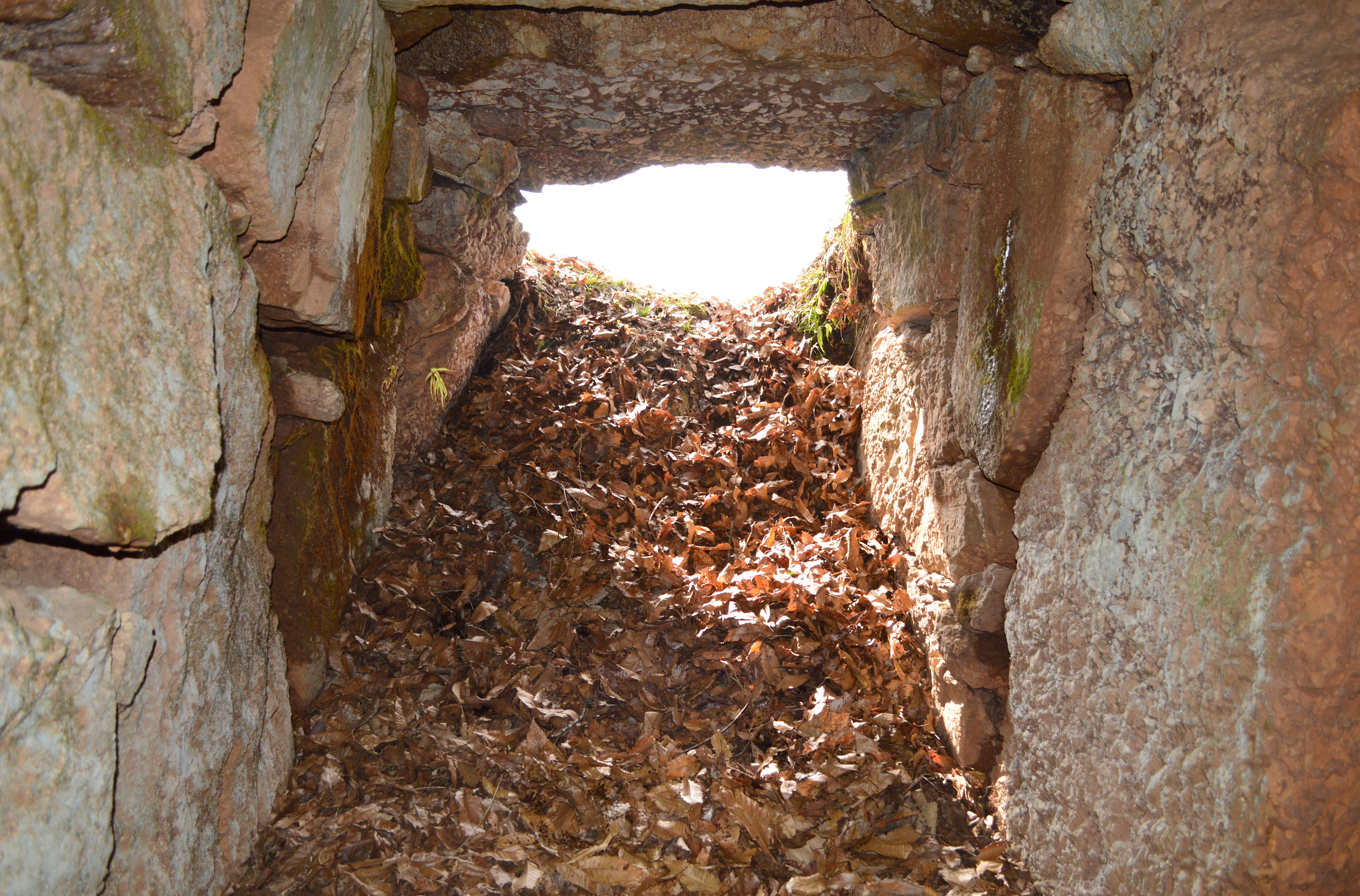
羨道（開口部方向）
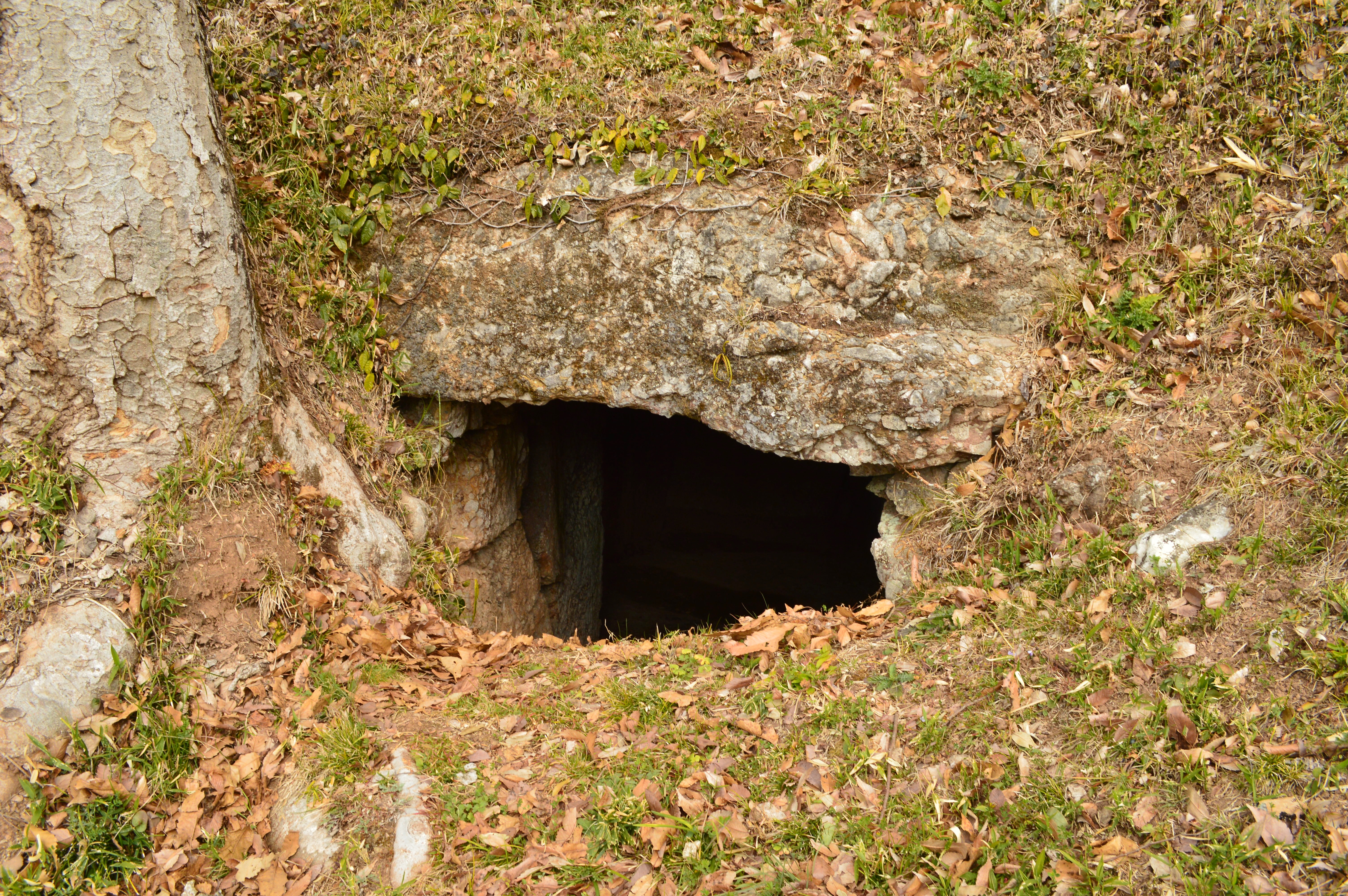
開口部

### 定北古墳
定北古墳（さだきたこふん）は、真庭市上中津井定にある古墳。形状は方墳。1990-1993年（平成2-5年）に発掘調査が実施されている。
中津井川東岸に張り出した丘陵の南斜面に築造された古墳である。定東塚・西塚古墳の北約70メートルに位置する。墳形は方形で、南北25.3メートル・東西21メートルを測る。墳丘周囲には3段の外護列石が巡らされ、中段は高さ1.8メートルを測り石室開口部に取り付く。
埋葬施設は両袖式横穴式石室で、南方向に開口する。石室の規模は次の通り。
- 玄室：長さ4.0メートル、幅2.1メートル、高さ2メートル
- 羨道：長さ6.2メートル、幅1.5メートル

石室は2段積み。玄室には平石が敷かれ、羨道には円礫が敷かれる。前庭部には通路状の仕切りが設けられ、大谷1号墳との関連が指摘される。
玄室内には、土師質陶棺4基（亀甲形2・切妻家形2）・釘付木棺（長さ1.8メートル・幅0.6メートル）・追葬の蔵骨器（薬壺形須恵器）が据えられる。発掘調査では、装身具（小玉・切子玉）・武器（大刀・鏃・両頭金具）・銅椀・斧状鉄製品（鏟）・須恵器（坏・蓋・高坏・平瓶・横瓶）が検出されている。また、開口部両脇・中段外護列石南東隅において須恵器の甕が出土している。
築造時期は古墳時代終末期の7世紀中葉頃と推定される。

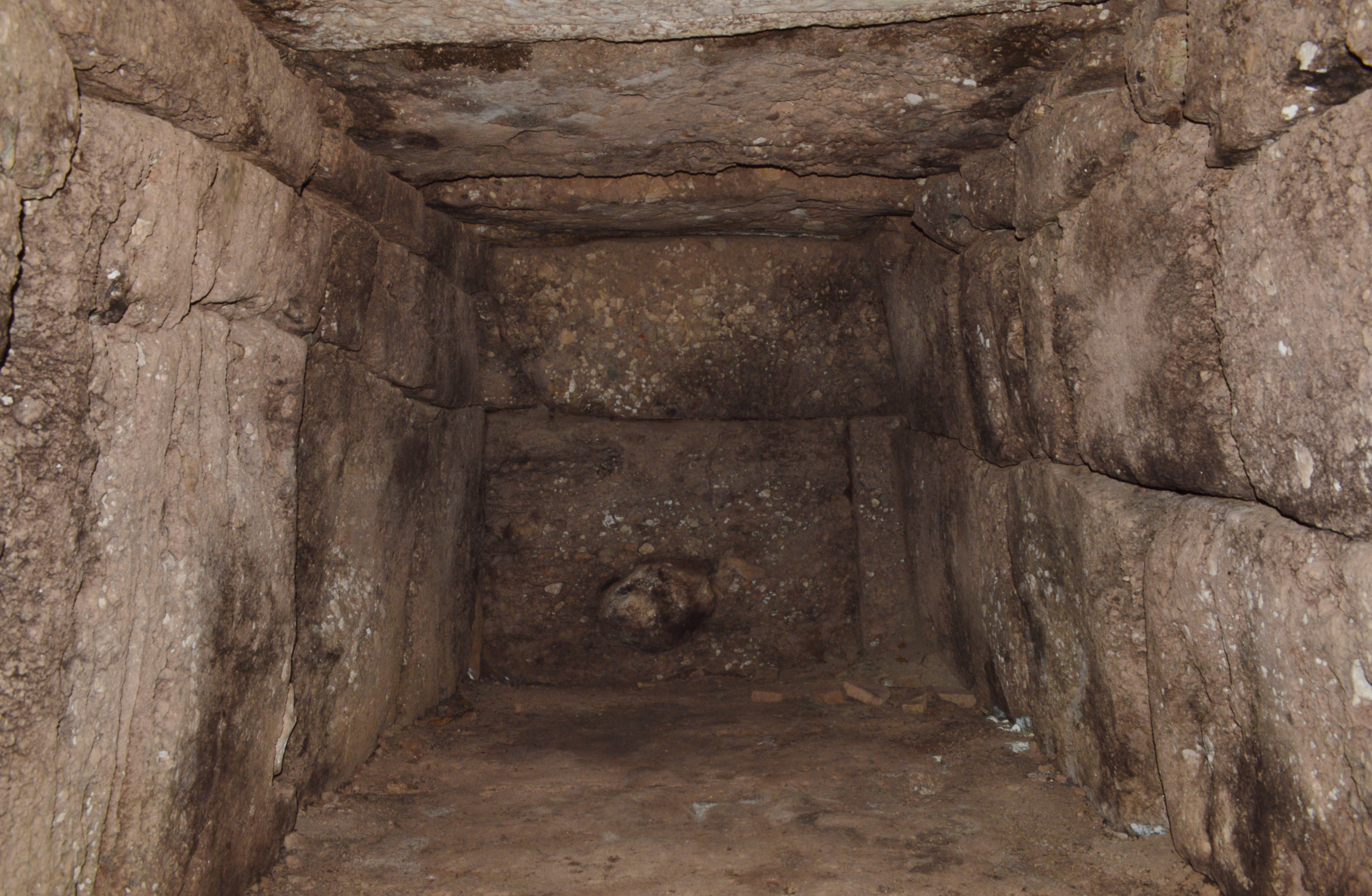
玄室（奥壁方向）
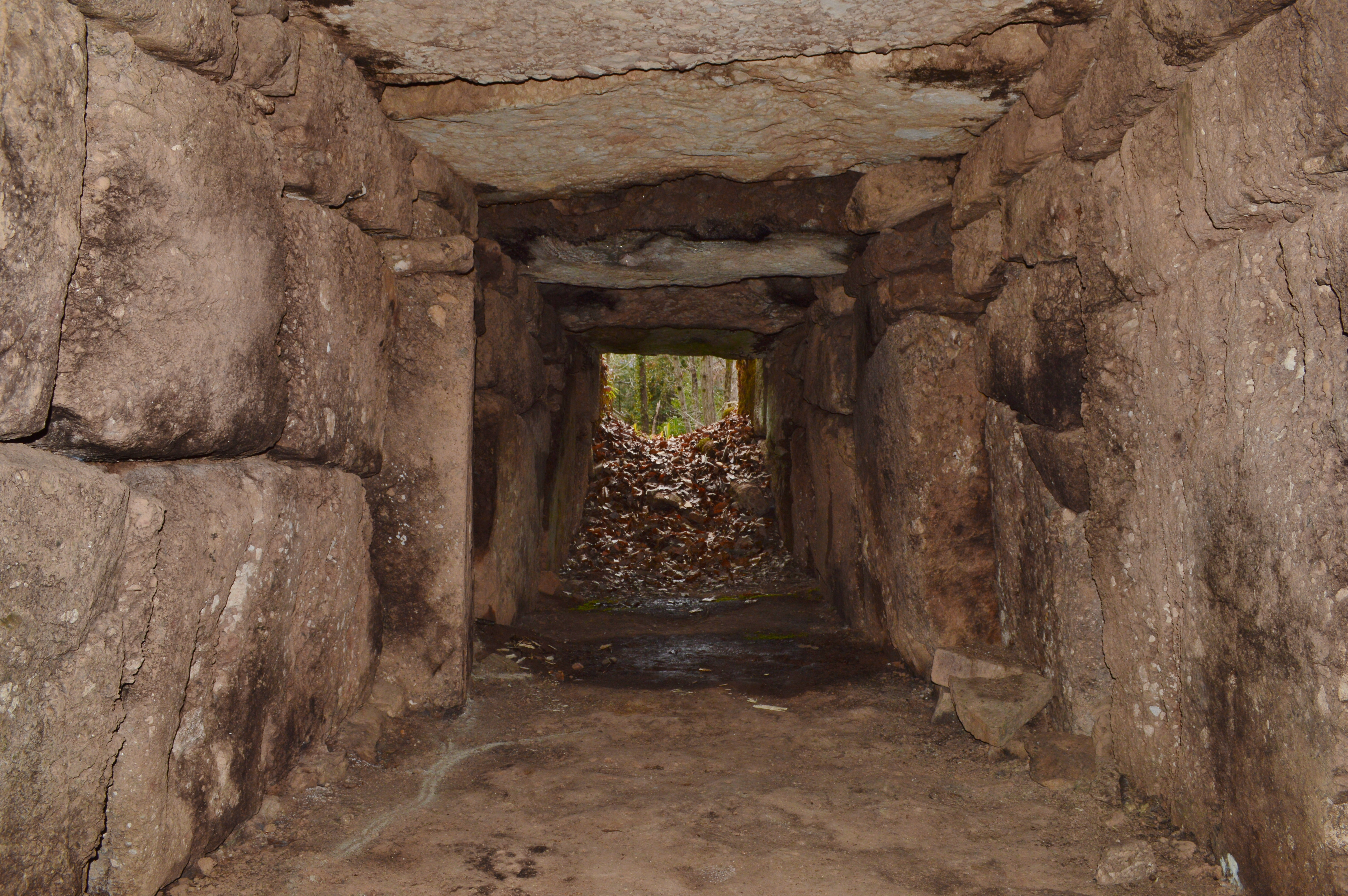
玄室（羨道方向）
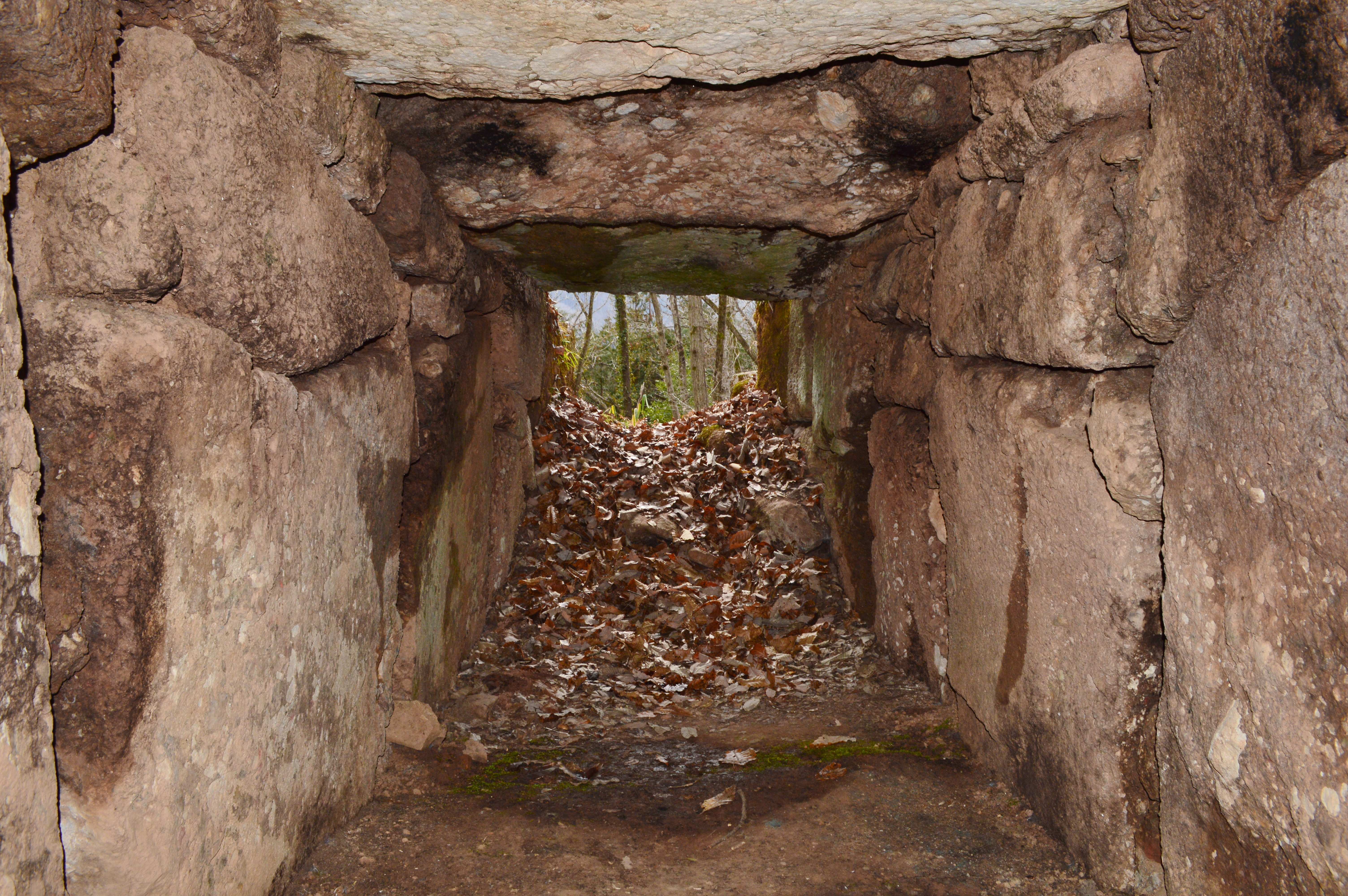
羨道（開口部方向）
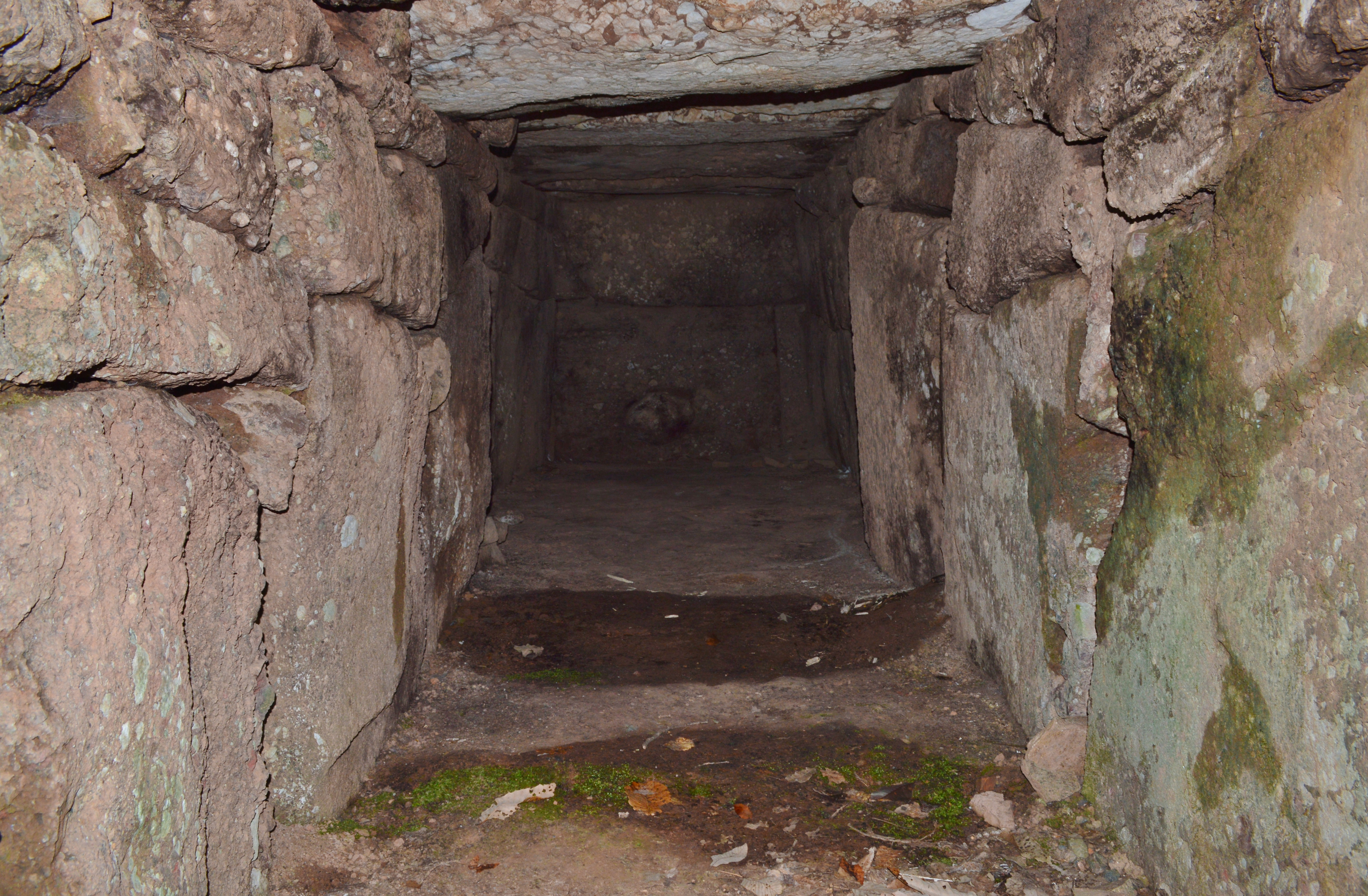
羨道（玄室方向）
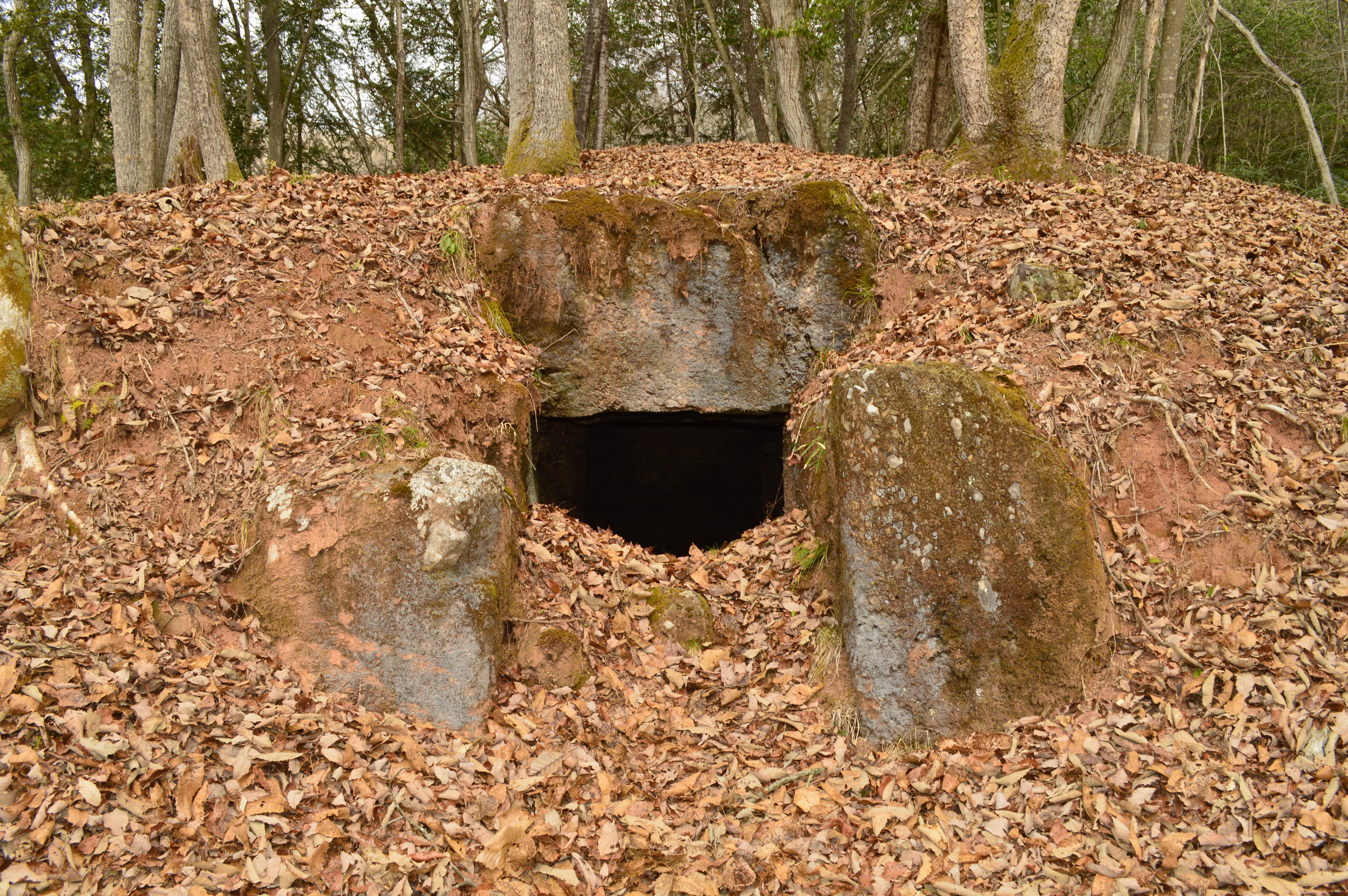
開口部

### 大谷1号墳
大谷1号墳（おおやいちごうふん）は、真庭市上中津井大谷にある古墳。形状は方墳。1988年（昭和63年）・1992-1994年（平成4-6年）に発掘調査が実施されている。
中津井川西岸に張り出した丘陵の南斜面において、斜面をコ字形に削り込んだ場所に築造された古墳である。墳形は方形で、東西13.1メートル・南北9.8メートル・高さ3.8メートルを測る。墳丘周囲には3段の外護列石が巡らされるほか、墳丘前面には2段の石列（長さ18-22メートル）があり、正面観は5段築成を呈する。墳丘上面は平石で覆われる。
埋葬施設は両袖式横穴式石室で、南南東方向に開口する。石室の規模は次の通り。
- 石室全長：6メートル
- 玄室：長さ3メートル、幅2メートル、高さ1.7メートル
- 羨道：長さ3メートル、幅1.2メートル

石室の石材には切石が使用される。玄室は、奥壁・東側壁・天井では各1石、西側壁では2段積みの計5石。玄門・開口部には仕切りが設けられるほか、前庭部には通路状の仕切りが設けられ、定北古墳との関連が指摘される。また玄室の床面には平石が敷かれる。
玄室内には、東に須恵質陶棺1基（四注式家形）が、西に鋲頭の釘付木棺（長さ1.8メートル・幅0.6メートル）が据えられる。石室内は盗掘に遭っているが、発掘調査では家形陶棺側から双龍環頭大刀・鏟・鏟状金銅製品が、木棺側から鉄鏃が検出されているほか、石室前庭・墳丘周辺から須恵器（坏・蓋・鉢・長頸壺）・土師器（坏）が検出されている。
築造時期は古墳時代終末期の7世紀後半頃と推定され、7世紀末頃までの祭祀の継続が認められる。被葬者は明らかでないが、壬申の乱で功績を挙げたのち天武天皇8年（672年）に吉備大宰の時に任地で死去したという石川王とする説が挙げられている。
現在では墳丘は史跡整備のうえで公開されている。

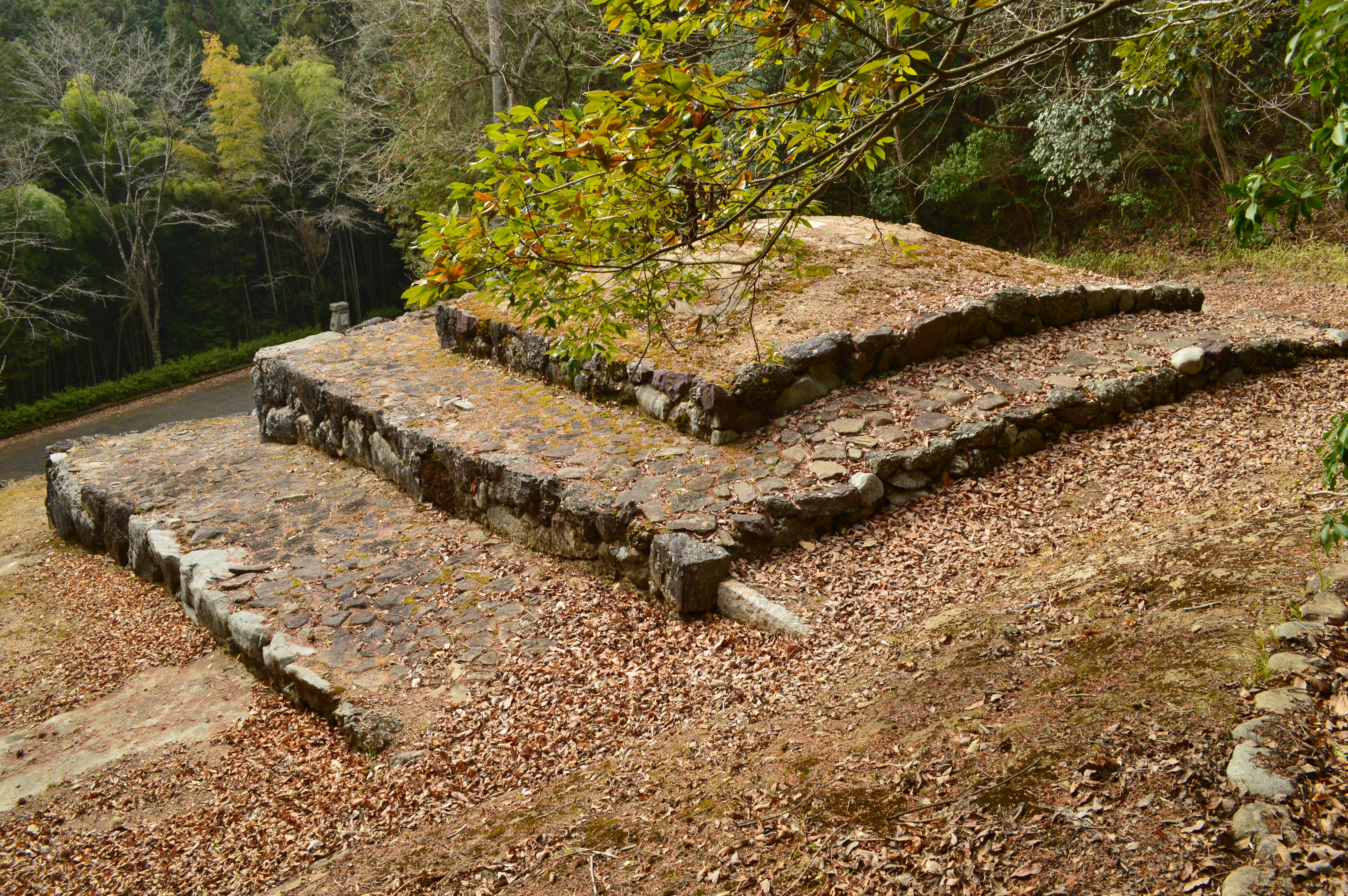
復元墳丘
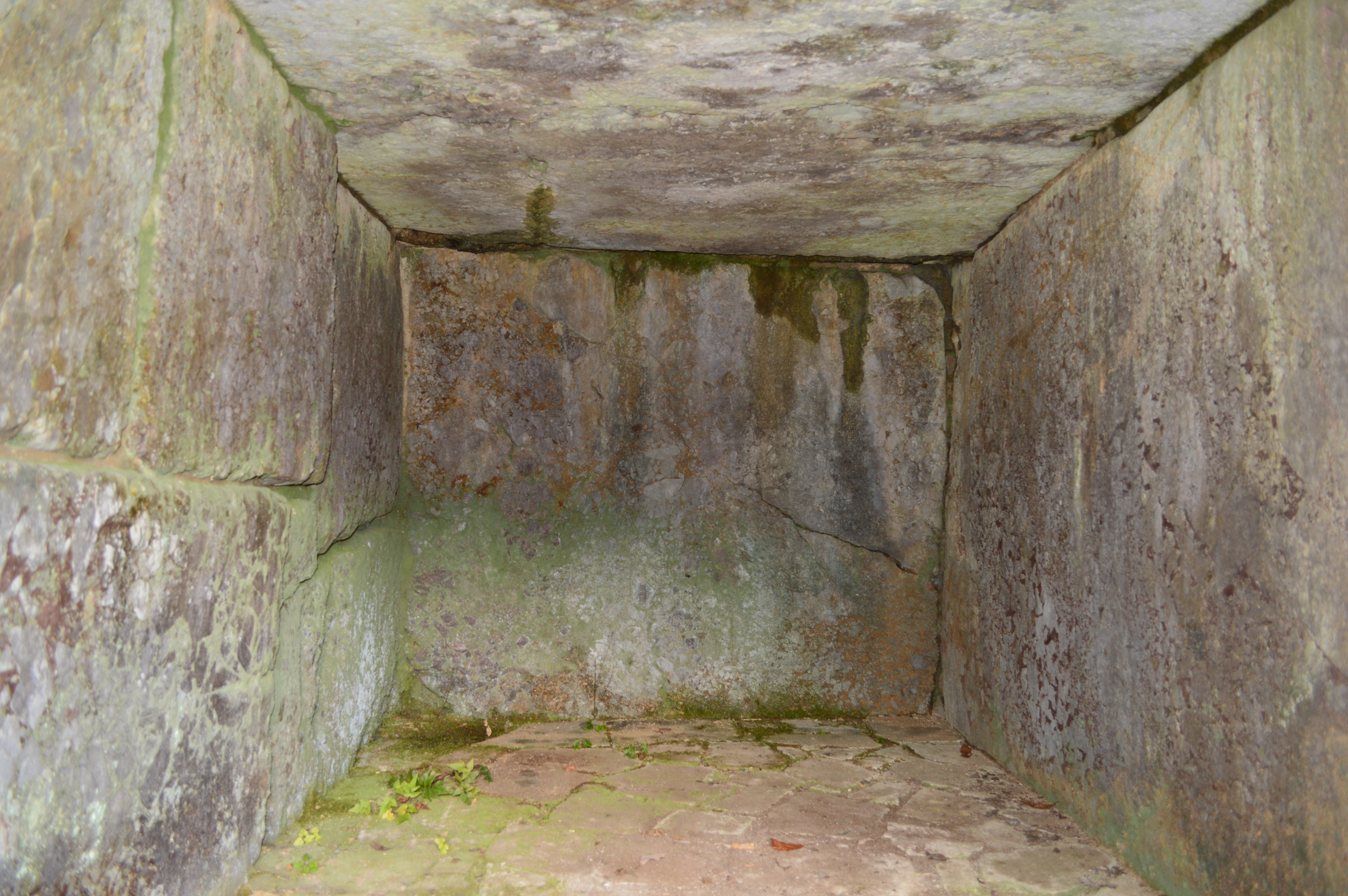
玄室
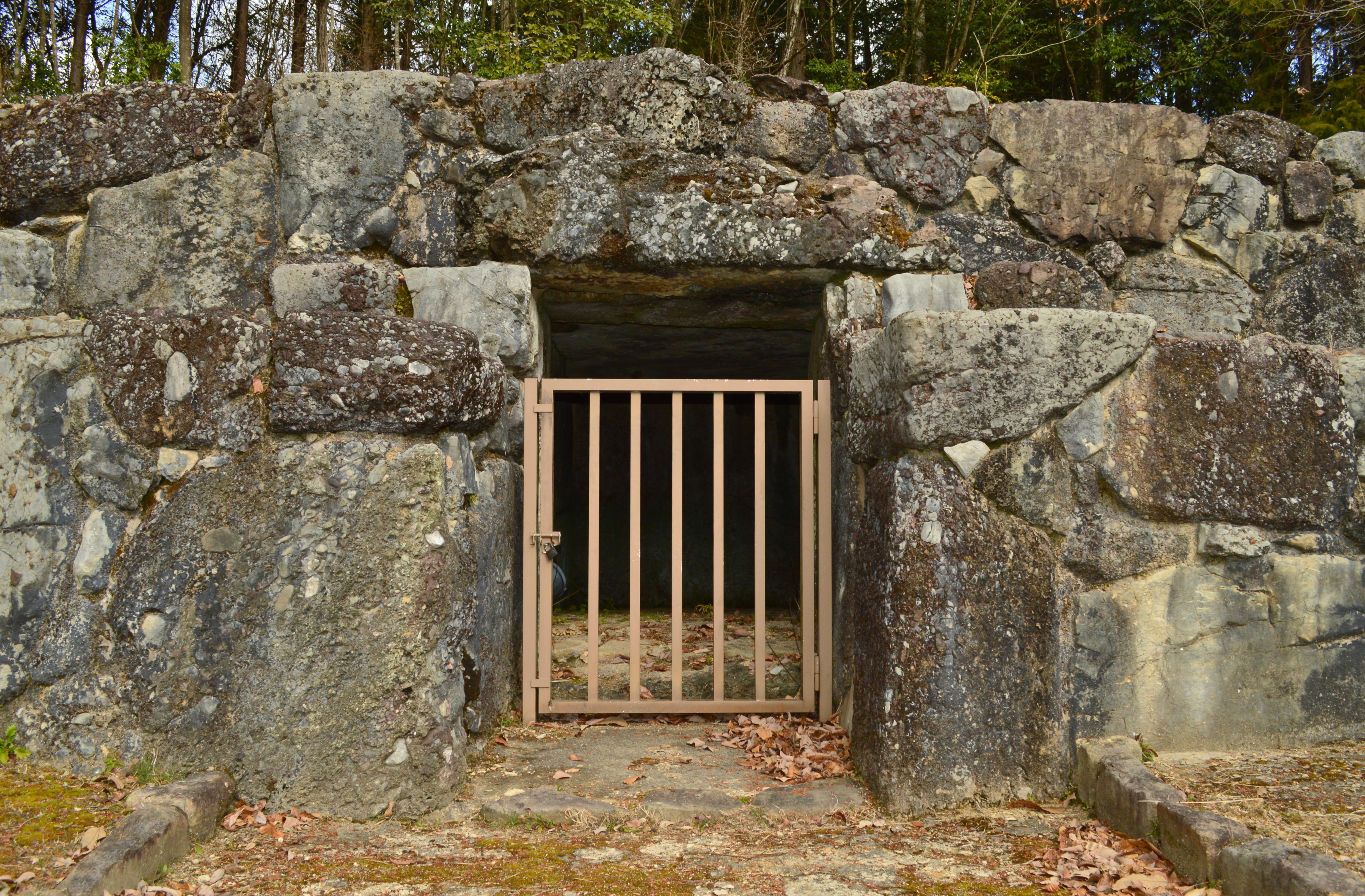
開口部

### その他
定4号墳は、定北古墳の北方にある古墳。2006年（平成18年）に発掘調査が実施されている。南北約6.6メートル・東西約8.2メートルで、前面に基壇を伴う3段築成の方墳である。石室内からは遺物は検出されていないが、調査区南端から板状鉄製品が出土している。築造時期は古墳時代終末期の7世紀末葉-8世紀初頭頃と推定され、一連の古墳群のうちでは最も新しく最も小さい規模の古墳になる。
定5号墳は、定古墳群の最奥部に所在する古墳。2006年（平成18年）に発掘調査が実施されている。南北約8メートル・東西約10.4メートルの2段築成の方墳である。石室内からは須恵器（坏身）が出土している。築造時期は古墳時代終末期の7世紀後半頃（大谷1号墳と同時期）と推定される。

## 文化財

### 国の史跡
- 大谷・定古墳群 - 2008年（平成20年）3月28日指定[2][9]。

### 岡山県指定文化財
- 重要文化財（有形文化財）
  - 金銅装環頭大刀（附 金銅製品）（考古資料） - 1991年（平成3年）4月5日指定[5]。

## 関連施設
- 北房ふるさとセンター（真庭市下呰部） - 大谷・定古墳群出土品等を保管・展示。

## 関連文献
（記事執筆に使用していない関連文献）
- 大谷1号墳
  - 大谷1号墳発掘調査団編 編『大谷1号墳 -岡山県指定史跡-』北房町教育委員会、1989年。
  - 北房町主要遺跡調査団編 編『大谷1号墳 -岡山県指定史跡-』北房町教育委員会、1995年。
  - 『大谷1号墳（北房町埋蔵文化財発掘調査報告7）』北房町教育委員会、1998年。
- 定古墳群
  - 『定東塚・西塚古墳 -第1次調査概要報告 岡山県上房郡北房町-』1994年。
  - 『定東塚・西塚古墳 -第2次調査概要報告 岡山県上房郡北房町-』岡山大学考古学研究室、1995年。
  - 『定北古墳』北房町教育委員会、1995年。
  - 『定東塚・西塚古墳』北房町教育委員会、2001年。
  - 『定4・5号墳確認調査報告（真庭市埋蔵文化財調査報告1）』真庭市教育委員会、2007年。 - リンクは奈良文化財研究所「全国遺跡報告総覧」。